# Hana Kimura
Hana Kimura (3. září 1997 Jokohama – 23. května 2020) byla japonská profesionální wrestlerka.

## Životopis
Narodila se 3. září 1997 v japonské městě Jokohama. Její matka Kyoko Kimura je bývalou profesionální wrestlerkou.
V Japonsku působila v domácích společnostech jako Wrestle-1 a World Wonder Ring Stardom, kde působila mezi lety 2016 až 2020. Kromě toho vystupovala i pro zahraniční společnosti jako Ring of Honor, Pro-Wrestling: EVE a některé nezávislé mexické společnosti.
Byla obsazena v páté sérii televizní reality show Terrace House společnosti Fuji Television a Netflixu. Po sérii znepokojivých tweetů, v nichž řešila online šikanu na její adresu ze strany diváků, byla 23. května 2020 nalezena mrtvá ve svém bytě v Tokiu. Její smrt byla v prosinci 2020 označena za sebevraždu. Příčinou smrti bylo vdechnutí sirovodíku.
Upřímnou soustrast vyjádřili sportovní kolegové i wrestlingové společnosti New Japan Pro-Wrestling (NJPW), All Elite Wrestling (AEW), nebo World Wrestling Entertainment (WWE). Zemřela ve stejném období jako americký wrestler a herec Shad Gaspard.
Na její počest byl vydán televizní pořad Hana Kimura Memorial Show, který se zaměřoval na boj proti šikaně.

## Úspěchy a ocenění
- Dramatic Dream Team
  - Ironman Heavymetalweight Championship (1x)
- JWP Joshi Puroresu
  - Princess of Pro-Wrestling Championship (1x)
  - JWP Junior Championship (1x)
  - JWP Junior Championship Tournament (2016)
  - Princess of Pro-Wrestling Tournament (2016)
- Pro Wrestling Illustrated
  - Ranked No. 60 of the top 100 female wrestlers in the PWI Women's 100 in 2018
- World Wonder Ring Stardom
  - Artist of Stardom Championship (2x)
  - Goddesses of Stardom Championship (1x)
  - 5★Star GP (2019)
  - Stardom Year-End Award (2x)
    - Best Tag Team Award (2017)
    - Fighting Spirit Award (2019)